# Martha's Vineyard
Martha's Vineyard (= "Marthas vingård") er en amerikansk ø beliggende ud for Massachusetts' kyst syd for Cape Cod. Øen er på 231,75 km², og den har ca. 15.000 indbyggere. Den er mest kendt som sommerkoloni for blandt andet døve, men siden 1960'erne er antallet af fastboende steget betragteligt. Leveomkostningerne på øen er markant højere end på fastlandet, hvilket betyder, at især velhavere og berømtheder søger dertil. Bill Clinton, David Letterman, Bill Murray, Meg Ryan og Carly Simon er enten fastboende eller hyppige gæster på Martha's Vineyard. Senator Edward Kennedy besøgte Chappaquiddick, en tilhørende ø, sammen med Mary Jo Kopechne, da hans bil væltede i en ulykke, der kostede Kopechne livet. 
Oprindeligt var øen beboet af Wampanoag-indianere, der kaldte den Noepe (= Midt i vandstrømme). En mindre ø længere mod syd blev kaldt Martha's Vineyard af kaptajn Bartholomew Gosnold, der sejlede til Den nye verden i sit skib Godspeed og døde efter ankomsten til Jamestown i 1607.  Gosnolds svigermor og hans andet barn, der døde som lille, hed begge Martha. Navnet blev snart overført til den store ø. En tid blev navnet forvansket til Martin's Vineyard, måske med tanke på kaptajn John Martin på Gosnolds skib. Sidst i 1800-tallet ønskede amerikanske myndigheder at standardisere stednavne og droppe apostrofer. Dermed blev øens navn ændret til Marthas Vineyard, før det tidligt i 1900-tallet igen blev Martha's Vineyard – et af kun fem amerikanske stednavne med apostrof. 
I 1975 dannede Martha's Vineyard rammerne om Steven Spielbergs spillefilm Dødens gab og er besøgt af talrige fans fra hele verden. Bogen "Jaws: Memories From Marthas Vineyard" af Matt Taylor samt dokumentarfilmen "Jaws: The Inside Story" omhandler om filmen og indeholder billeder af og historier om Martha's Vineyard.
Øen er den tredjestørste langs USAs østkyst og den største uden fast forbindelse. Man kommer til Martha's Vineyard ved enten at en færge til fastlandet eller flyve til øens lufthavn. På selve øen er der regelmæssig bustransport.

## Et samfund for døve
Blandt de første kolonister på Martha's Vineyard fandtes et gen for døvhed – den første kendte døve på stedet var Jonhathan Lambert, snedker og landmand, der kom til øen med sin kone i 1694. Folk fra døvesamfundet i Kent i England var flyttet dertil først i 1600-tallet og havde bragt et tegnsprog med sig, kendt som Kent Sign Language. Efterhånden udvikledes et lokalt tegnsprog, Martha's Vineyard Sign Language (MVSL), der sammen med tegnsproget på fastlandet dannede American Sign Language.
Døvhed var så udbredt blandt øens befolkning, at nogle af de hørende troede at det var smitsomt. Både døve og hørende brugte tegnsprog. Det var noget, alle kunne, så døvhed blev ikke betragtet som et handicap. På USA's fastland var hyppigheden af døvhed 1 af henved 6.000, mens den på Martha's Vineyard var 1 af 155; i byen Chilmark 1 af 25 og i byen Squibnocket 1 af 4.  I nyere tid begyndte man imidlertid at sende børnene til fastlandet for at gå på døveskoler. Dermed blev mange boende på fastlandet, og gradvis døde den døve Vineyard-befolkning ud. Den sidste af dem, Katie West, døde i 1952, men så sent som i 1980'erne kunne nogle af de ældre på øen stadig huske MVSL. 